# Scoglio dell'Eremita
Scoglio dell'Eremita este o arie protejată (arie de protecție specială avifaunistică — SPA) din Italia întinsă pe o suprafață de 18 ha, din care 97 % marine.

## Localizare
Centrul sitului Scoglio dell'Eremita este situat la coordonatele 40°35′38″N 17°08′28″E / 40.594°N 17.141°E.

## Înființare
Situl Scoglio dell'Eremita a fost declarat arie de protecție specială avifaunistică în mai 2017 pentru a proteja 53 de specii de animale.

## Biodiversitate
Situată în ecoregiunea mediteraneană, aria protejată nu include niciun habitat protejat.
La baza desemnării sitului se află mai multe specii protejate de  păsări (53): ciocârlie-de-câmp (Alauda arvensis), fâsă-de-câmp (Anthus campestris), fâsă de luncă (Anthus pratensis), lăstunul mare (Apus apus), Apus pallidus, Calonectris diomedea, sticlete (Carduelis carduelis), rândunică roșcată (Cecropis daurica), florinte (Chloris chloris), erete de stuf (Circus aeruginosus), Cisticola juncidis, lăstun de casă (Delichon urbicum), egretă mică (Egretta garzetta), măcăleandru (Erithacus rubecula), șoim călător (Falco peregrinus), vânturel roșu (Falco tinnunculus), cinteză (Fringilla coelebs), ciocârlan (Galerida cristata), pescăriță râzătoare (Gelochelidon nilotica), Grus grus grus, rândunică (Hirundo rustica), sfrâncioc cu cap roșu (Lanius senator), pescăruș argintiu (Larus cachinnans), pescăruș sur (Larus canus), pescăruș negricios (Larus fuscus), pescăruș-cu-cap-negru (Larus melanocephalus), prigoare (Merops apiaster), codobatură galbenă (Motacilla alba), codobatură de munte (Motacilla cinerea), codobatura galbenă (Motacilla flava), muscar sur (Muscicapa striata), pietrar sur (Oenanthe oenanthe), vrabie negricioasă (Passer hispaniolensis), vrabie italiană (Passer italiae), vrabie de câmp (Passer montanus), viespar (Pernis apivorus), cormoran mare (Phalacrocorax carbo), codroș de munte (Phoenicurus ochruros), pitulice de munte (Phylloscopus collybita), coțofană (Pica pica), brumăriță de pădure (Prunella modularis), Puffinus yelkouan, lăstun de mal (Riparia riparia), mărăcinar (Saxicola rubetra), cănăraș (Serinus serinus), graur (Sturnus vulgaris), silvie cu cap negru (Sylvia atricapilla), silvie de câmp (Sylvia communis), silvie mediteraneană (Sylvia melanocephala), Tachymarptis melba, chiră de mare (Thalasseus sandvicensis), sturz-cântător (Turdus philomelos), pupăză (Upupa epops).
Pe lângă speciile protejate, pe teritoriul sitului au mai fost identificate 15 specii de păsări.